# هشي
هشي هي قرية في مقاطعة خلخال، إيران. عدد سكان هذه القرية هو 146 في سنة 2006.